# 向阳街道 (阜阳市)
向阳街道，是中华人民共和国安徽省阜阳市颍东区下辖的一个乡镇级行政单位。

## 行政区划
向阳街道下辖以下地区：
烟厂社区、东平社区、胡桥社区、中铁四局二处社区、桃园社区、致富路社区、关庄社区、振兴路社区、幸福东路社区、和谐路社区和滨河路社区。